# Organisme de placement collectif en immobilier
Un organisme de placement collectif en immobilier (OPCI) est un produit d'investissement immobilier à destination des institutionnels et des particuliers.

## Présentation
L'OPCI est un organisme non coté dont le cadre juridique est largement inspiré de celui des OPCVM. Il est géré par une société de gestion de portefeuille agréée en France par l'Autorité des marchés financiers (AMF). L'activité de l'OPCI est également encadrée par un dépositaire et un organe de gouvernance.

## Composition de l'actif d'un OPCI
- Immobilier : 60 % à 90 %.
- Actif non immobilier (actions foncières cotées, part d'organismes de placements collectifs de droit étranger, instruments financiers, parts ou actions OPCVM) : jusqu'à 30 %.
- Trésorerie permanente : 10 % au minimum.

## Cadre juridique et fiscal de l'OPCI
L'OPCI peut prendre deux formes : 
- fonds de placement immobilier (FPI), soumis à la fiscalité des revenus fonciers ;
- société de placement à prépondérance immobilière à capital variable (SPPICAV), soumise à la fiscalité des revenus de capitaux mobiliers[3].

## Nature de l'OPCI
Il existe deux natures d'OPCI : 
- OPCI grand public, ouvert à tous les souscripteurs ;
- OPPCI (organisme professionnel de placement collectif en immobilier) destiné aux investisseurs qualifiés définis par l’AMF.

## Règlement général
L’arrêté du 18 avril 2007 portant sur l’homologation d’une modification du règlement général de l’Autorité des marchés financiers a été publié au Journal officiel du 15 mai 2007.
Le règlement général définit les caractéristiques de l’OPCI, ses modalités de constitution et d’agrément ainsi que ses règles de fonctionnement et de gouvernance. Il définit en outre les règles applicables au dépositaire et aux évaluateurs immobiliers, ainsi que les modalités d’information des porteurs.

## Sociétés de gestion
En France, les sociétés de gestion de ce type sont nombreuses et peuvent être affiliées directement ou non à une grande banque : Amundi Immobilier (ex-Crédit Agricole Asset Management Real Estate), BNP Paribas REIM, Vivéris REIM, Natixis Asset Management Immobilier, CILOGER, SOFIDY, etc.